# Медаль війни 1939—1945
Воєнна медаль 1939—1945 — британська медаль, що вручалась учасникам Другої світової війни (1 вересня 1939 — 2 вересня 1945 року).

## Опис

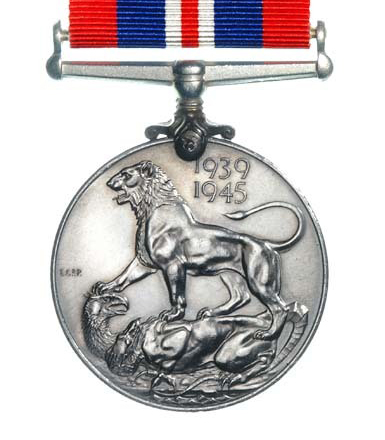
Реверс медалі

- Кругла срібна медаль діаметром, 36 мм. Англійський варіант медалі виготовлявся зі сплаву міді з нікелем.
- На аверсі — зображення профілю короля Георга VI і напис: «GEORGIVS VI D: G:BR: OMN: REX ET INDIAE: IMP».
- На зворотному боці зображено лева, що стоїть на тілі двоголового дракона. Дракон має голови орла і, власне, дракона, що символізує двох основних переможених ворогів (західного та східного). Вгорі накреслено дати 1939/1945 у два рядки.
- Стрічка має 31.7 мм завширшки, складається з семи різнокольорових смуг: червоної, темно-синьої, білої, вузької червоної (в центрі), білої, темно-синьої й червоної, що є кольорами прапора Великої Британії
- Медалі не були іменними, окрім тих, якими було нагороджено представників Канадського торгового флоту, Королівської канадської кінної поліції, збройних сил Австралії та Південної Африки, імена яких було зазначено на медалях по колу.